# Asianopis aruensis
Espèce
Synonymes
- Deinopis aruensis Roewer, 1938

Asianopis aruensis est une espèce d'araignées aranéomorphes de la famille des Deinopidae.

## Distribution
Cette espèce est endémique des îles Aru dans les Moluques en Indonésie.

## Description
La femelle holotype mesure 25 mm.

## Systématique et taxinomie
Cette espèce a été décrite sous le protonyme Deinopis aruensis par Roewer en 1938. Elle est placée dans le genre Asianopis par Lin, Mikhailov, Jäger et Chen en 2020.

## Étymologie
Son nom d'espèce, composé de aru et du suffixe latin -ensis, « qui vit dans, qui habite », lui a été donné en référence au lieu de sa découverte, les îles Aru.

## Publication originale
- Roewer, 1938 : « Araneae. Résultats scientifiques du Voyage aux indes orientales néerlandaises de la SS. AA. RR. le Prince et la Princesse Leopold de Belgique. » Mémoires du Musée Royal d'Histoire Naturelle de Belgique, vol. 3, no 19, p. 1-94.